# Jan Herman van Eeghen
Jan Herman van Eeghen (Amsterdam, 21 september 1849 – aldaar, 22 oktober 1918) was een Nederlands bankier en kunstverzamelaar.

## Leven en werk
Van Eeghen, telg van het doopsgezinde patriciërsgeslacht Van Eeghen, was een zoon van Christiaan Pieter van Eeghen (1816-1889) en Catharina Huidekoper (1822-1879). Hij trouwde met Anna Maria du Mée (1862-1949). Van Eeghen was lid van de bankiersfirma H. Oyens & Zonen, een voorloper van de bank Oyens & Van Eeghen. 

### Kunstverzamelaar

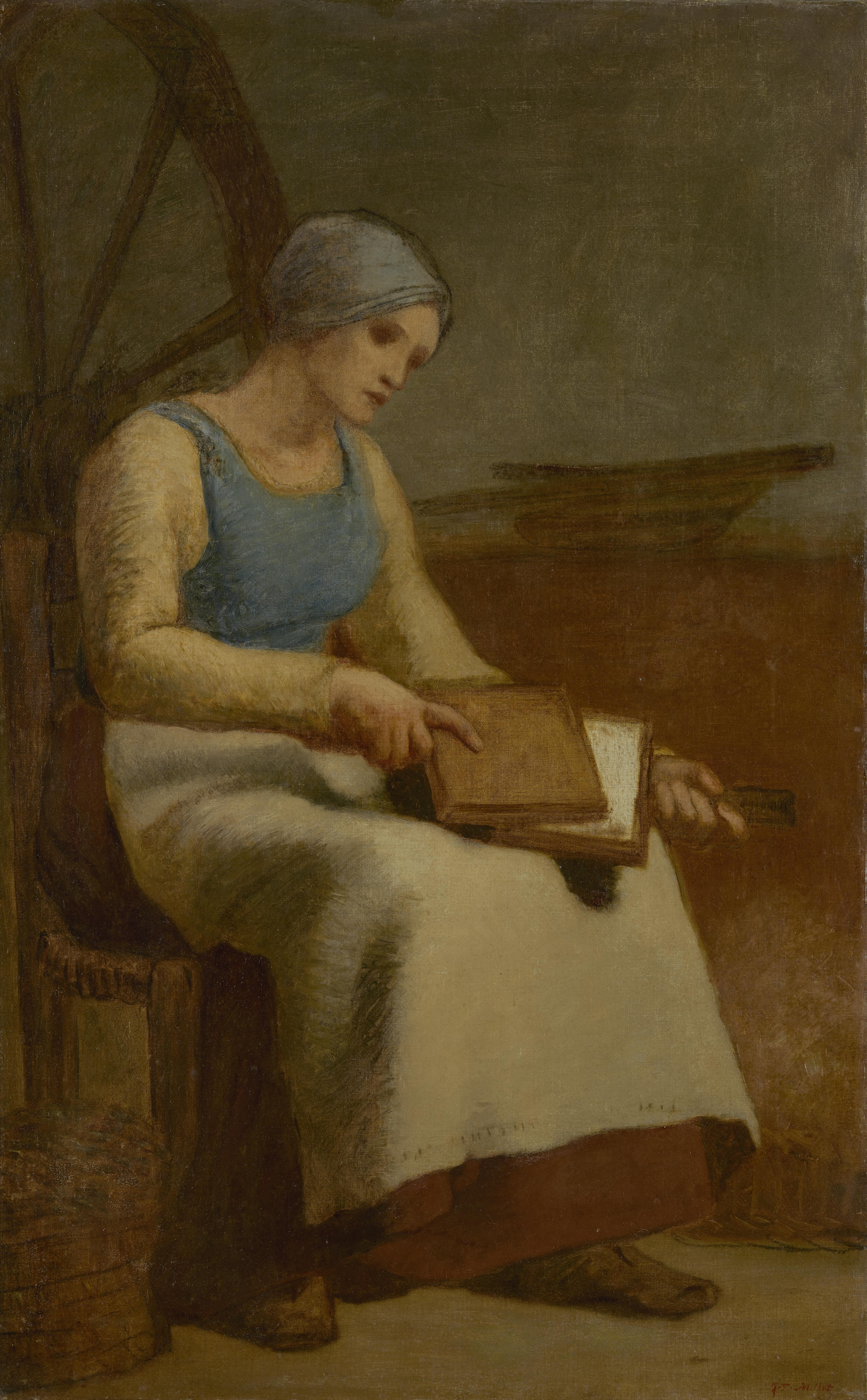
De wolkaardster van Jean-François Millet, bruikleen van J.H. van Eeghen

Hij was lid en bestuurslid van Vereeniging tot het Vormen van een Openbare Verzameling van Hedendaagsche Kunst te Amsterdam (VVHK), die in 1874 door zijn vader was opgericht. J.H. van Eeghen bezat schilderijen van onder anderen Jozef Israëls, Johan Barthold Jongkind, Hein Kever, Jacob Maris en Anton Mauve. Hij gaf een groot deel van zijn kunstverzameling, waaronder 58 werken van de Haagse School in bruikleen aan de VVHK. Hij was betrokken bij de totstandkoming van het in 1895 geopende Stedelijk Museum Amsterdam, waar de collectie van het VVHK werd ondergebracht. Van Eeghen was er enige tijd lid van de commissie van toezicht.
Bij het grote publiek kreeg Van Eeghen meer bekendheid door het kortstondige huwelijk van 1907 tot 1912 met de verpleegster Anna Maria du Mée. Zij verpleegde mogelijk ook Van Eeghen, die aan epilepsie leed. Du Mée gaf -zeer tegen de zuinige aard van de familie Van Eeghen- het geld sneller uit dan het binnenkwam. Van Eeghen heeft hierdoor het familiehuis en een aanzienlijk deel van de kunstverzameling moeten verkopen. Toen hij in 1918 overleed, waarschijnlijk aan de Spaanse griep, liet hij zijn ex-vrouw toch een aanzienlijk legaat na. Een deel van de collectie kwam bij haar overlijden wereldwijd in het nieuws toen deze geveild werd. De Mée bleek na de scheiding zeer sober te hebben geleefd, de kostbaarheden meer dan 30 jaar zorgvuldig verpakt in kisten en kratten. Diverse musea waaronder het Rijksmuseum Amsterdam en het Haags Gemeentemuseum hebben op deze veiling hun collectie verrijkt.
Van Eeghen overleed op 69-jarige leeftijd, hij werd begraven op Westerveld in Driehuis.